# Szesztilalom

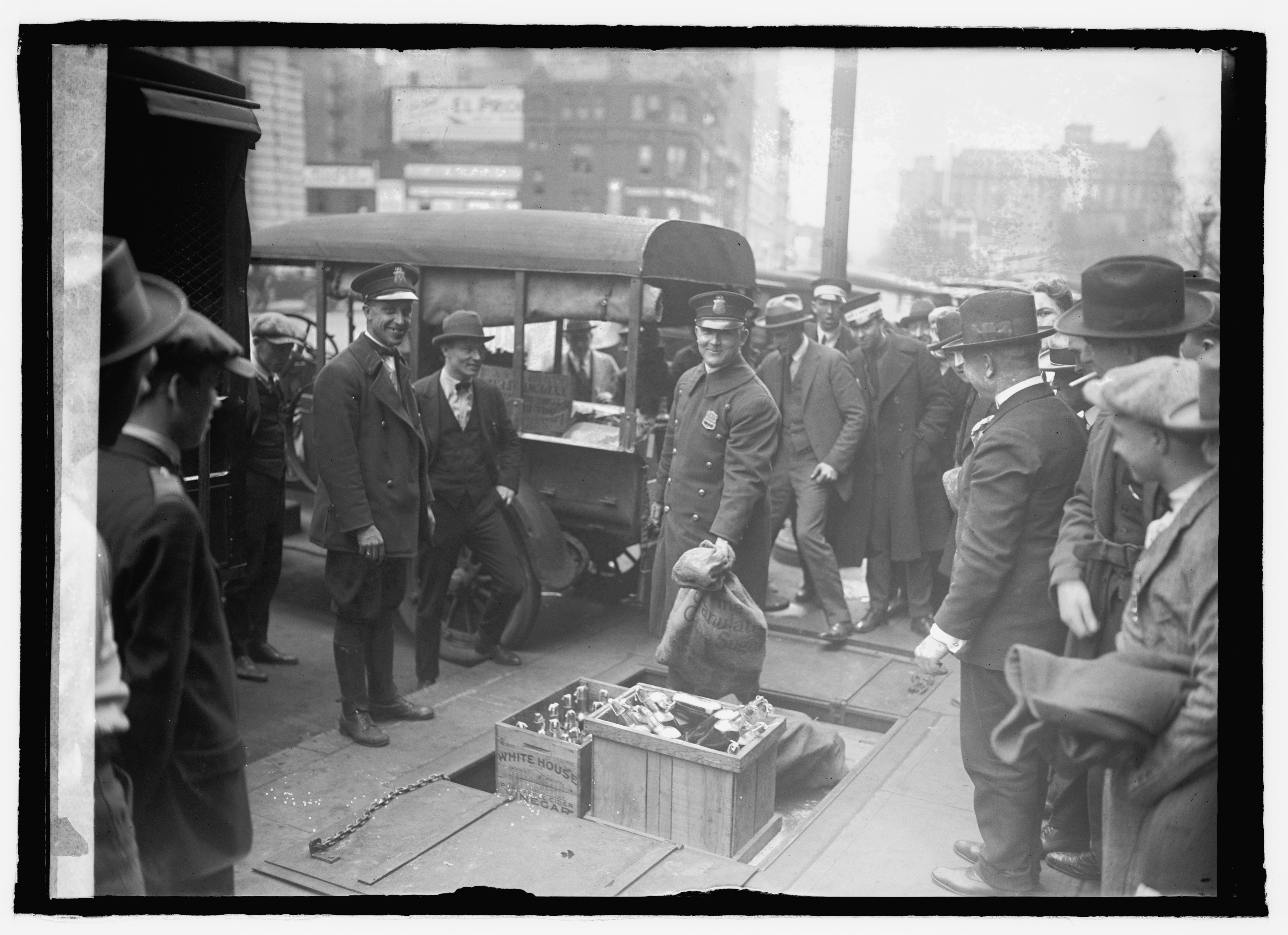
Szeszesitalok megsemmisítés előtt, a begyűjtésüket követően (Amerikai Egyesült Államok, 1923)

A szesztilalom az antialkoholizmus egyik fajtája, elsősorban az alkoholos italok forgalmazásának hatósági tilalma. Emellett az ilyen intézkedések az alkohol gyártását, birtoklását és fogyasztását is korlátozhatják. A szesztilalom általában folytonos tilalmat jelent, de időnként így nevezik az olyan korlátozásokat is, amelyek csak bizonyos napokon, napszakokban vagy helyeken tiltják az alkohol forgalmazását.
A szesztilalom általában csak az élvezeti célú alkoholfogyasztásra terjed ki, az etanol egyéb célú felhasználását pedig csak annyiban érinti, amennyiben azok akadályozzák a tilalom betartását.

## Előzmények
A 20. század elején a protestáns többségű észak-európai országokban és Észak-Amerikában a szesztilalom lendületének nagy részét a protestánsok alkoholellenes erkölcsi meggyőződése adta. Az alkoholtilalmat támogató mozgalmak megerősödése Nyugaton egybeestek a nők választójogának bevezetésével, mivel az újonnan választójogot kapott nők elkötelezetten támogatták az alkoholfogyasztást tiltani szándékozó politikát.
A 20. század első felében több országban is betiltották az alkoholos italokat:
- Kanadában is érvényben volt szesztilalom a 20. század első felében:
  - A Prince Edward-szigeten 1901 és 1948 között volt érvényben szesztilalom[4]
  - Québecben 1919-ben volt érvényben szesztilalom
  - A többi kanadai tartományban 1918-tól 1920-ig volt érvényben szesztilalom
- 1907-től 1992-ig szesztilalom volt érvényben a Feröer-szigeteken
- 1914-től 1925-ig szesztilalom volt érvényben az Orosz Birodalomban és a Szovjetunióban (illetve részlegesen Gorbacsov elnökségének idején)[5]
- 1915-től 1935-ig szesztilalom volt érvényben Izlandon[6]
- 1916-tól 1927-ig szesztilalom volt érvényben Norvégiában
- 1919-ben a Magyarországi Tanácsköztársaság idején, március 21-jétől augusztus 1-jéig volt érvényben szesztilalom
- 1919-től 1932-ig szesztilalom volt érvényben Finnországban
- 1920-tól 1933-ig szesztilalom volt érvényben az Egyesült Államokban

## A szesztilalom az Amerikai Egyesült Államokban
Miután egyre többen (pl. Nemzeti Prohibiciós Párt) ismerték fel az alkoholmentes társadalom szükségességét az Amerikai Egyesült Államokban, és 26 tagállamban (akkoriban 48 tagállama volt) már betiltották az alkohol forgalmazását, és 1920. január 17-től a 18. alkotmánymódosítással az egész államszövetség területén megtiltották az alkohol előállítását, forgalmazását és behozatalát. A Wilson elnökségének idején elrendelt tilalmat Volstead-törvény (Volstead Act) néven is ismerik, Andrew Volstead republikánus politikus után, aki a kongresszus elé terjesztette a törvényt.
A szesztilalom bevezetésének voltak gazdasági és társadalmi okai is. Azok a munkások ugyanis, akik alkoholos italokat fogyasztottak, kisebb mértékben munkaképesek, és nem tudnak olyan minőségben dolgozni, mint azok, akik nem ittak. Emellett az alkoholbetegek egészségügyi rehabilitációját is az egészségügyi kasszából kell finanszírozni, ami miatt az egészségügy fenntartására nem jut elég pénz. Az alkoholfogyasztás káros hatásait pedig az alkoholfogyasztók családtagjai is elszenvedik, hiszen az alkoholt fogyasztó személyek nagy eséllyel nem tudják eltartani a családjukat, és az alkoholos befolyásoltság alatt elkövetett családon belüli erőszak miatt az alkoholfogyasztók családtagjai kénytelenek erőszakot elszenvedni, és emiatt rettegésben élnek.

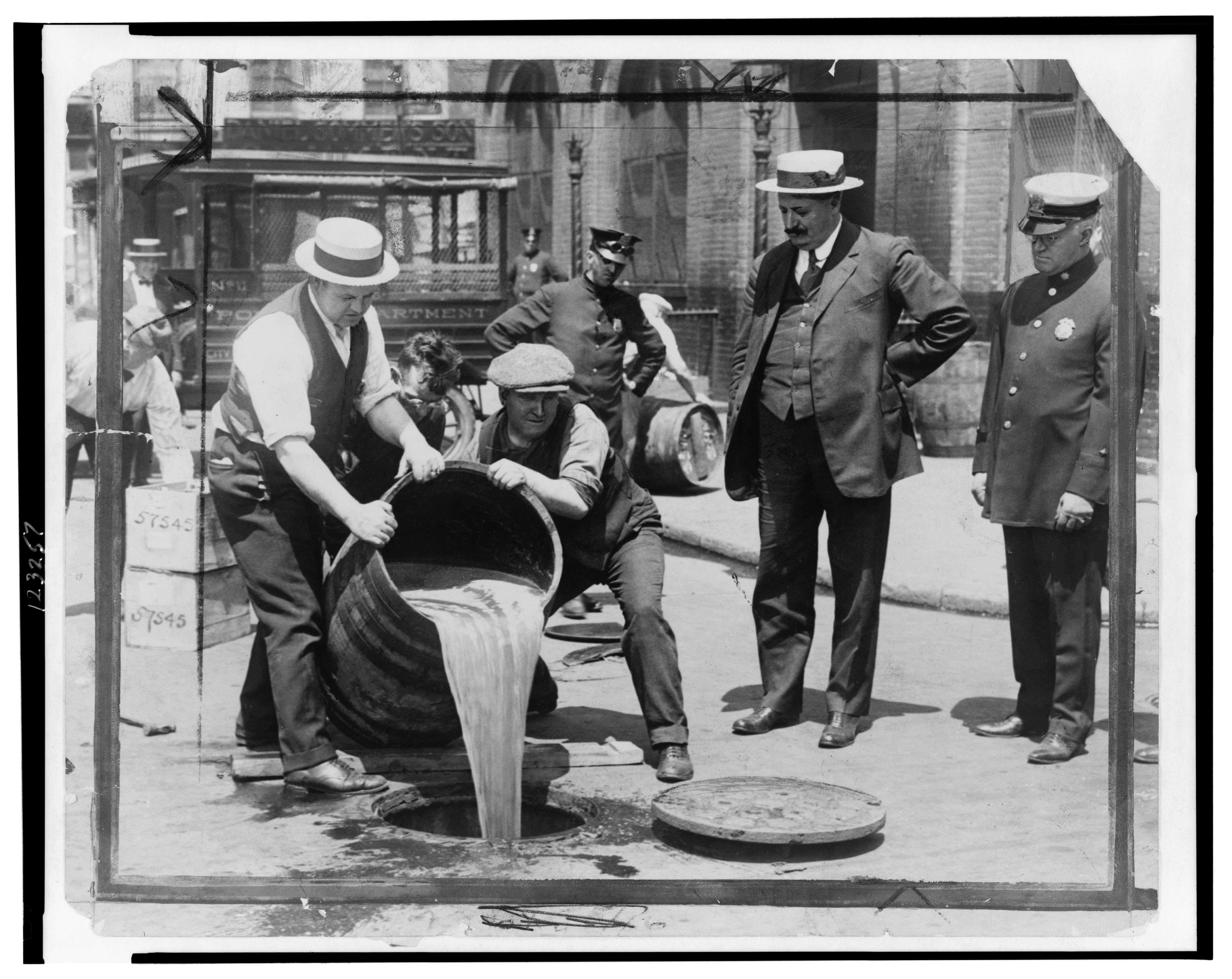
Szesz ártalmatlanítása. Mindennapos jelenet az amerikai szesztilalom idején

A szesztilalom bevezetése után az alkoholfogyasztás jelentősen visszaesett, azonban nem szűnt meg teljes egészében, mert kiépült a feketekereskedelem és a csempészet. Ezért a rendőrség és az ügyészség igen komoly lépésekkel próbálta betartatni a törvényt. Az alkoholtilalmat végül a pozitív társadalmi hatásai ellenére arra hivatkozva szüntették meg, hogy állítólag olyan fokú bizonytalanságot teremtett az amerikai társadalomban, amelynek kockázatai meghaladták azokat a jótékony hatásokat, amelyekkel jártak (az alkoholfogyasztás jelentős visszaesése, betegségek csökkenése). A tilalmat végül Roosevelt elnök regnálása alatt, 1933. december 5-én oldották fel.
A feketekereskedelemre épülő szervezett bűnözés segítségével gazdagodott meg például Al Capone is, de valamennyi másik gengszterbanda szakosodott az illegális alkoholkereskedelemre. Az alkoholpiac felosztásáért véres háborúkat vívtak ezek a bandák, s törekedtek arra, hogy a környékükön minél kevesebb legyen a szabadúszó, egyéni vállalkozás, csakis ők irányíthassák a lepárlókat. Több ezer zugfőzde működött az országban, akadt ahol egyénileg vezette néhány zugfőző, másutt a bandák kezében összpontosult. Ugyanakkor az 1929-es nagy gazdasági világválságtól kezdve az illegális szeszforgalmazás hatalmas mértékben esett vissza. A jólét csökkenésével enyhült az alkohol iránti túlzott igény, sokkal inkább a napi szükségletekre fordították az emberek a keresetüket, így a maffiahálózatok fokozatosan más ágazatokra tértek át majd a Volstead-törvény megsemmisítésével teljesen felhagytak ezzel az ágazattal.
A fentiek mellett azonban a Madzsar József orvos (1878–1944) által szerkesztett Társadalmi lexikon (1928) olyan adatokat is közöl, amelyek a szesztilalom pozitív társadalmi hatásait mutatják be:
| 73%-kal csökkent 1922-ben 1917-re viszonyítva az alkoholizmus következtében segélyre szorulók száma |
| A fogházak 20%-át be kellett zárni a rabok hiánya miatt. |
| A gümőkóros halálozások 1919 és 1922 között 41,2%-kal csökkentek. |
| New York városban 1917 óta: - 20%-kal csökkent a halva születettek száma, - 51%-kal csökkent az öt éven aluli gyermekek halandósága, - 59%-kal csökkent a tuberkulózishalandóság, - 55%-kal csökkent a májzsugorhalandóság, - 28%-kal csökkent a veselobhalandóság. |

## Magyarországon
1919. március 21-jétől és augusztus 1-jéig, a Tanácsköztársaság alatt Magyarországon is szesztilalom volt érvényben.
A Kádár-korszak idején 1978. január 1-jétől a belkereskedelmi miniszter 19/1977 (XII. 20.) Bk M számú rendelete a szeszes ital értékesítésének korlátozásáról 7. § (1) értelmében a vendéglátó helyeken munkanapokon tilos volt szeszes italt értékesíteni a nyitástól kezdve reggel 9 óráig (úgynevezett: "reggeli szesztilalom"), hogy a munkába igyekvők ne tudjanak szeszesitalt fogyasztani. Mivel nem volt teljes a tilalom, ez visszaélésekre adott okot. Ezt a tilalmat 1986-ban  élelmiszerboltokra is kiterjesztették. 
Az intézkedést Hofi Géza is parodizálta egyik hanglemezén: "...akinek annyi vegyespálinkája nincs otthon, hogy másnap reggel a gyárig elég legyen, az száradjon ki!". Az élelmiszerboltokra kiterjedő korlátozás az akkoriban igen népszerű Szomszédok című sorozat 1988-ban készült 25. epizódjában is megjelenik, amikor Vágási Feri konyakot szeretne venni az esti vendégséghez Lenke néni boltjában, aki közli, hogy azt majd csak 9 után lehet, de szívességből később felviszi neki.
A korlátozást végül a Németh-kormány szüntette meg 1989 tavaszán.
Magyarországon 2008 óta ismét korlátozás érvényes a szeszesitalok árusításával kapcsolatban:
- 2008-ban Budapest egyes kerületeiben bevezették az éjszakai alkoholtilalmat 23 óra és reggel 6 óra között. Ez 2011-re már 14 kerületre terjedt ki, bizonyos kerületekben pedig már 22 órától életbe lépett az alkoholtilalom.[11][12]
- 2008 júniusától Debrecenben az éjszaka is nyitva tartó üzletek nem árusíthatnak alkoholt 22 órától reggel 6 óráig. A korlátozás bizonyos vendéglátóhelyekre is vonatkozik. Az új rendelkezéssel a környéken élők nyugalmát akarják védeni.[13]
- 2008 augusztusa óta nem szabad alkoholt inni Ózd utcáin és terein, azaz a közterületeken. Ha valakit mégis rajtakapnak, akár 50 ezer forintos bírság is kiszabható rá.[14]
- Pécsen 2012-ben vezették be az éjszakai alkoholtilalmat.[15]

A 20. században bevett gyakorlat volt Magyarországon, hogy a választás napjára szesztilalmat rendeltek el, azaz nem nyithattak ki az alkoholt árusító helyek. Ezt a vendéglősök egy része rossz néven vette. A Délmagyarország 1934. december 9-i számának „Bonyodalom a választási szesztilalom körül” című írása arról számol be, hogy a szegedi vendéglősök érdekvédelmi csoportja „küldöttséget vezetett dr. Tóth Béla polgármester-helyetteshez és kérte, hogy a szesztilalmat függesszék fel”, mondván, az érintettek „vasárnap keresik meg egész heti rezsijüket”. 1982-ben, a pártállami időkben a választási tilalomról szintén született egy rövid vicc, amely így hangzott: „Mi a szesztilalom oka a választás napján? Alkoholos mámorban talán két pártot látnának az emberek, aztán nem tudnák, hogy melyikre szavazzanak.”

## Megjelenése a kultúrában
- William Faulkner amerikai író novellái és regényei bemutatják a szesztilalom Amerikáját.
- A Volt egyszer egy Amerika (1984) című film is ábrázolja a szesztilalmat.
- A Van, aki forrón szereti (1959) című film az amerikai szesztilalom idején játszódik, részben egy illegális szórakozóhelyen.
- Az Aki legyőzte Al Caponét (1987) című film az amerikai szesztilalom végén játszódik.
- Az Oscar (1991) című film az amerikai szesztilalom idején játszódik.
- Az Életfogytig (1999) című vígjáték két főszereplője Eddie Murphy és Martin Lawrence is a szesztilalom "jóvoltából" kerül hosszú időre börtönbe a filmben.
- A Lackadaisy című képregény egy illegális bárról szól az amerikai szesztilalom idején.
- A Fékezhetetlen (2012) című film, Matt Bondurant regénye alapján. A film a Bondurant fivérek harcát mutatja be a szesztilalom ellen, egy Chicagóhoz közeli kisvárosban.
- Boardwalk Empire – Gengszterkorzó (2010-2014), amerikai drámasorozat, Atlantic City gengsztereit mutatja be a szesztilalom idején. Főszerepben Steve Buscemi.